# José Mauri
José Agustìn Mauri (ur. 16 maja 1996 w Realicó) – włoski piłkarz argentyńskiego pochodzenia występujący na pozycji pomocnika we włoskim klubie A.C. Milan. Wychowanek Parmy, były reprezentant Włoch do lat 17.

## Kariera klubowa
Debiut Mauriego w barwach Parmy miał miejsce 3 grudnia 2013 roku podczas spotkania 4. rundy Pucharu Włoch z Varese. Parma wygrała 4:1, a sam Mauri pojawił się na boisku w 63. minucie, zastępując na boisku Gianniego Munariego. 6 lipca 2015 roku Mauri podpisał czteroletni kontrakt z Milanem.

## Statystyki kariery
(aktualne na dzień 7 lipca 2015)
| Klub               | Sezon              | Liga               | Liga  | Liga   | Puchar Włoch | Puchar Włoch | Europa | Europa | Suma  | Suma   |
| Klub               | Sezon              | Liga               | Mecze | Bramki | Mecze        | Bramki       | Mecze  | Bramki | Mecze | Bramki |
| ------------------ | ------------------ | ------------------ | ----- | ------ | ------------ | ------------ | ------ | ------ | ----- | ------ |
| Parma              | 2013/14            | Serie A            | 8     | 0      | 1            | 0            | –      | –      | 9     | 0      |
| Parma              | 2014/15            | Serie A            | 33    | 2      | 0            | 0            | –      | –      | 33    | 2      |
| A.C. Milan         | 2015/16            | Serie A            | 0     | 0      | 0            | 0            | –      | –      | 0     | 0      |
| Ogólnie w karierze | Ogólnie w karierze | Ogólnie w karierze | 158   | 13     | 4            | 0            | 0      | 0      | 162   | 13     |